# Ramaria
Ramaria (Elias Magnus Fries ex Hermann Friedrich Bonorden, 1851), numită în popor rămurele, este un gen de bureți cu mai mult de 200 de specii din încrengătura Basidiomycota din ordinul Gomphales în familia Gomphaceae. Denumirea științifică Ramaria provine din cuvântul latin (latină ramus), ce înseamnă ramură, creangă. Bureții acestui gen coabitează, fiind simbionți micoriza (formează micorize pe rădăcinile arborilor), unele specii având însușiri saprofite.  Ei se dezvoltă în România, Basarabia și Bucovina de Nord cu preferință pe soluri calcaroase, în  păduri de conifere și în cele foioase, din iunie până în noiembrie. Tip de specie este Ramaria botrytis.

## Istoric

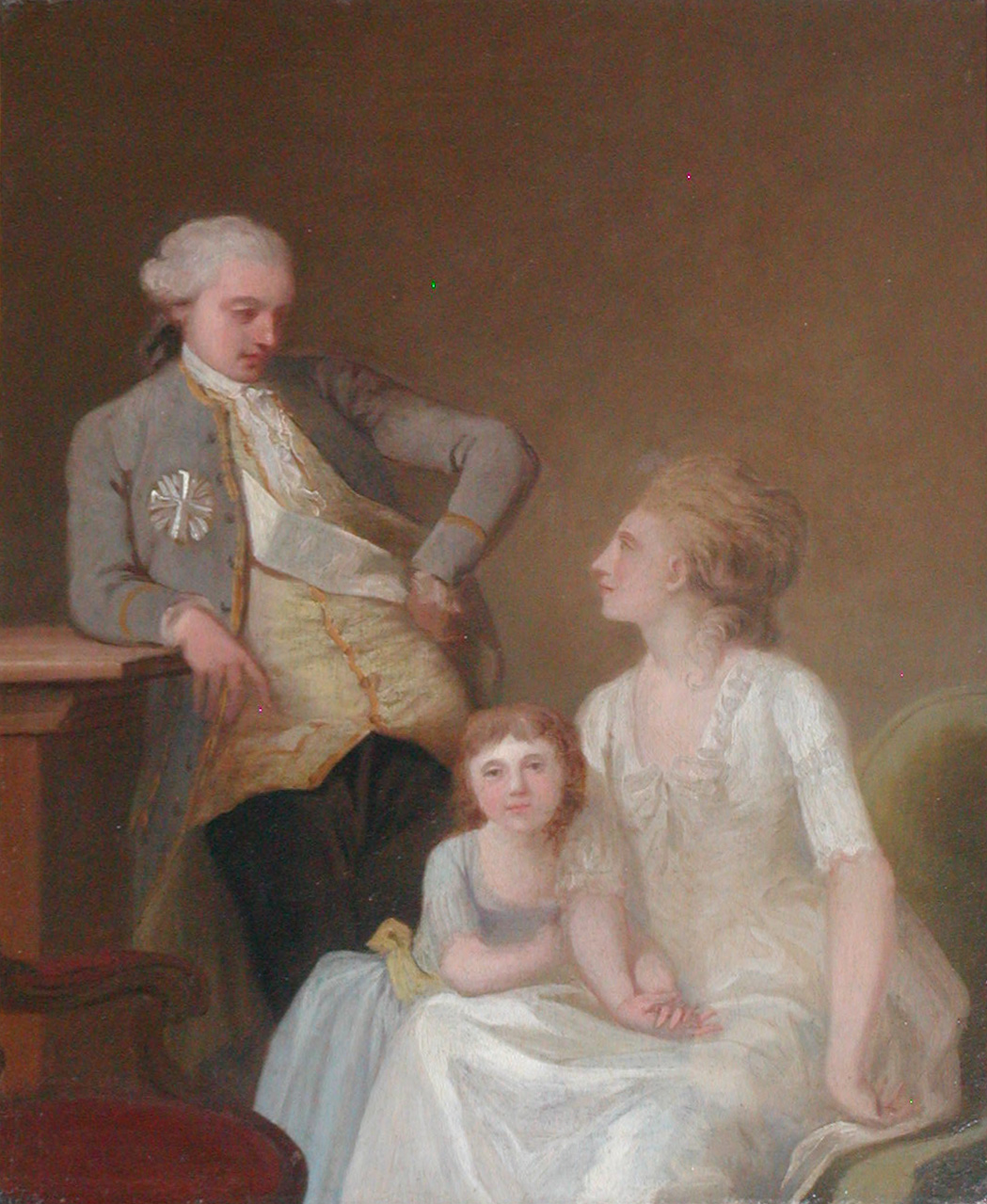
Th. Holmskjold cu familie

Pentru prima dată, numele Ramaria pentru o specie cu ramificații asemănător coralelor a fost introdus de savantul danez Theodor Holmskiold (1731-1793) în anul 1790 și separat de genul Clavaria (vezi Carl Linné, 1753, Jacob Christian Schäffer, 1774, printre alții). Cu toate acestea, descrierea a fost invalidă, deoarece Holmskjöld, printre altele, nu s-a ținut cu strictețe de nomenclatura binomială a lui Linné. Conceptul său de asemenea nu s-a pus în aplicare, deoarece autorii de mai târziu, cum ar fi Christian Hendrik Persoon au sprijinit definiția Clavaria pentru aceste ciuperci. Numai Samuel Frederick Gray (1821) a preluat taxonul Ramaria al lui Holmskjold, validându-l în lucrarea sa The Natural Arrangement of British Plants (volumul 1). Dar de asemenea Elias Magnus Fries s-a atașat conceptului cam larg pentru Clavaria în lucrarea sa Systema Mycologicum, formând însă subdiviziuni în diferite subgrupuri. Hermann Friedrich Bonorden (1851) a prins numele generic Ramaria din nou, dar nu cu refer la Holmskjöld, ci la subdiviziunea genului Clavaria a lui Fries,  combinând formularea Ramariae cu Ramaria. Lucien Quélet a urmat ideii lui Bonorden (1801-1884), acceptând Ramaria ca gen separat. După ce s-a dovedit, că  taxonul mai vechi al lui Gray s-a referit (urmând lui Holmskjöld) speciei Clavaria pratensis sin. Clavulinopsis corniculaia, care nu reprezintă o Ramaria în sensul zilelor de azi, referința mai nouă a fost sancționată. Între timp, numele genului este amenințat din nou. În concurență directă stă genul Gomphus (Persoon ex S. F. Gray) care după studii mai noi, s-ar potrivii cu Gomphus clavatus ca tip de specie, Ramaria fiind atunci clasificată ca subgen.

## Descriere

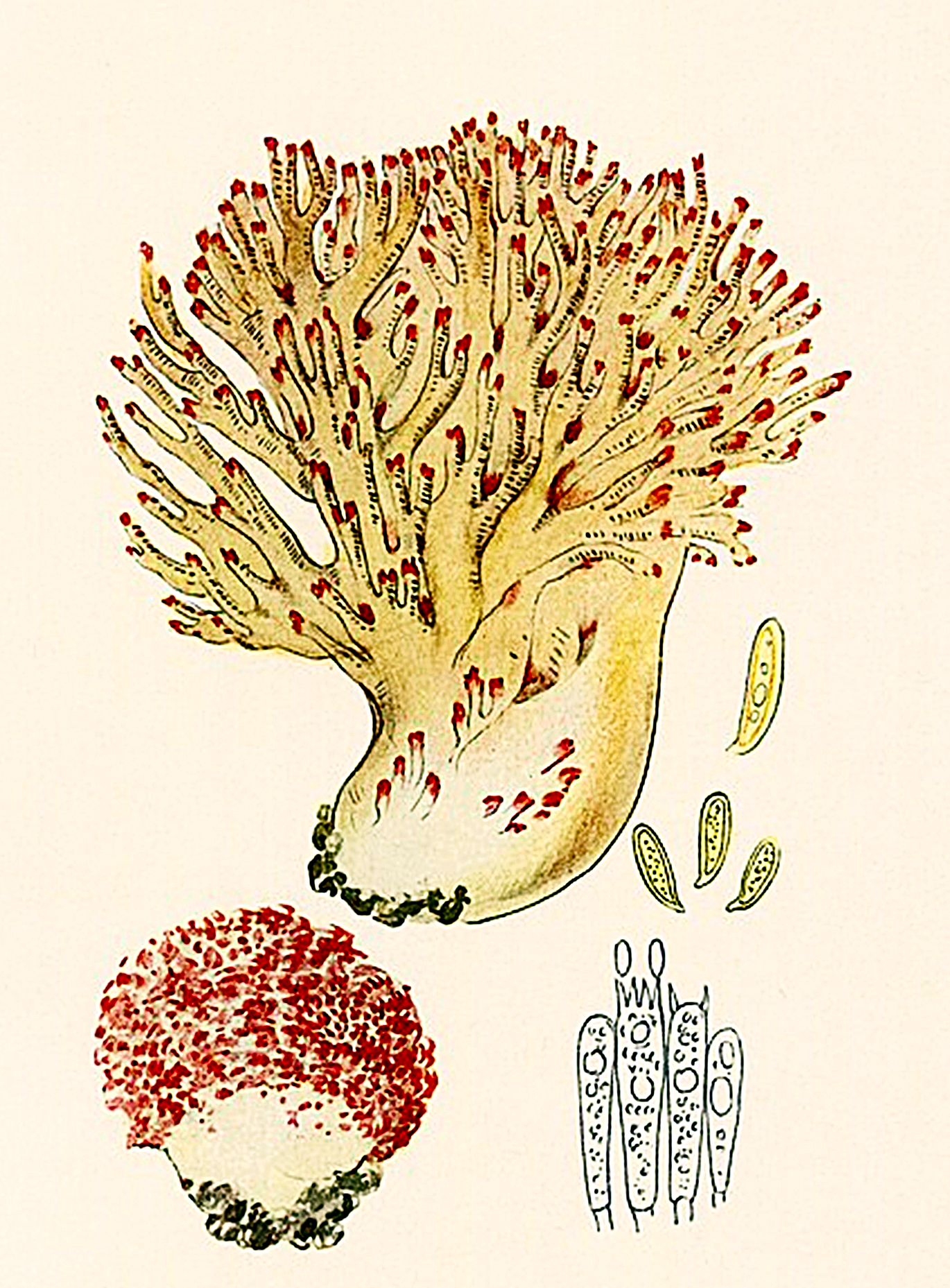
Bres. C. botrytes

- Corpul fructifer:  organismul speciei este în majoritate destul de masiv cu aspect de corali. El se împarte dintr-un cocean deseori compact în numeroase ramificații verticale, cilindrice, ușor îndoite și nu rar bifurcate. Culoarea exterioară variază între alb peste galben aprins, portocaliu, roșiatic, purpuriu până la cafeniu și maroniu. Unele specii schimbă culoarea sub presiune.
- Sporii: sunt mereu elipsoidali, câteodată cu hife care au fibule ori sigmoide (curbate, cum ar fi litera „S”), sunt de culoare ocru-gălbuie, galben-brună până maro-ruginie și suprafața poate fi netedă, aspră sau striată. Mărimea lor se deosebește în mod considerabil. Poartă doar 2 sterigme.
- Coceanul: este destul de apos, preponderent gros, cărnos și compact, din care decurg numeroase ramuri, coloritul lui fiind alb sau alb-gălbui.
- Carnea: este compactă, ceva apoasă și marmorată în picior, de colorit alb murdar, în ramuri deseori colorată și, depănând de soi, destul de tare și elastică sau fragilă. Mirosul este slab și plăcut, gustul fiind dulceag la specii comestibile sau dezagreabil și amar la cele necomestibile sau otravitoare precum la exemplare bătrâne.[7][8][9][10][11][12][13]

Controlați mereu in primul rând gustul, deși el nu va dă siguranță preciză.
Acest soi nu intră în reacții chimice și de acea nu schimbă culoarea.

## Confuzii
Bureții acestui gen sunt adesea confundați cu cei ai genului Sparassis.

## Specii
| - R. abietina - R. acrisiccescens - R. acutissima - R. aenea - R. africana - R. albidoflava - R. albocinerea - R. alborosea - R. altaica - R. ambigua - R. americana - R. amyloidea - R. anisata - R. anziana - R. apiahyna - R. apiculata - R. araiospora - R. arcosuensis - R. argentea - R. armeniaca - R. articulotela - R. asiatica - R. atkinsonii - R. aurantiisiccescens - R. aurea - R. aureofulva - R. aureorhiza - R. australiana - R. avellaneovertex - R. basirobusta - R. bonii - R. botrytis - R. botrytoides - R. bourdotiana | - R. brevispora - R. brienzensis - R. broomei - R. brunneicontusa - R. brunneipes - R. brunneomaculata - R. bulbobasidiata - R. cacao - R. camelicolor - R. camellia - R. campestris - R. campoi - R. candida - R. canescens - R. capitata - R. capucina - R. celerivirescens - R. cettoi - R. cinereocarnea - R. cladoniae - R. clarobrunnea - R. claviramulata - R. cokeri - R. conjuncta - R. conjunctipes - R. coulterae - R. curta - R. cyaneigranosa - R. cyanocephala - R. cystidiophora - R. daucipes - R. decurrens - R. distinctissima - R. divaricata | - R. dolomitica - R. echinovirens - R. eosanguinea - R. ephemeroderma - R. eryuanensis - R. eumorpha - R. fagetorum - R. fagicola - R. fennica - R. filicicola - R. filicina - R. fistulosa - R. flaccida - R. flava - R. flavescens - R. flaviceps - R. flavicolor - R. flavigelatinosa - R. flavoalba - R. flavobrunnescens - R. flavoides - R. flavomicrospora - R. flavosalmonicolor - R. flavosaponaria - R. flavoviridis - R. flavula - R. foetida - R. formosa - R. fragillima - R. fumosiavellanea - R. fuscobrunnea - R. gelatiniaurantia - R. gelatinosa - R. gigantea | - R. glaucoaromatica - R. gracilis - R. grandipes - R. grandis - R. griseobrunnea - R. grundii - R. guyanensis - R. gypsea - R. harrisonii - R. hemirubella - R. henriquesii - R. highlandensis - R. hilaris - R. himalayensis - R. holorubella - R. ignicolor - R. incognita - R. incongrua - R. indoyunnaniana - R. inedulis - R. inquinata - R. insignis - R. intimorosea - R. junquilleavertex - R. kisantuensis - R. lacteobrunnescens - R. laeviformosoides - R. laevispora - R. largentii - R. leptoformosa - R. linearioides - R. longicaulis - R. longispora - R. longissimispora | - R. lorithamnus - R. luteoflaccida - R. maculatipes - R. maculospora - R. madagascariensis - R. magnifica - R. magnipes - R. marrii - R. mediterranea - R. moelleriana - R. murrillii - R. mutabilis - R. myceliosa - R. nanispora - R. neoformosa - R. obtusissima - R. ochracea - R. ochrochlora - R. pallida - R. pallidissima - R. pallidosaponaria - R. palmata - R. pancaribbea - R. patagonica - R. perbrunnea - R. perfluopunicea - R. petersenii - R. piedmontiana - R. polonica - R. polypus - R. primulina - R. prostrata - R. pseudobotrytis - R. pseudogracilis | - R. pumila - R. pupulispora - R. pura - R. purpureopallida - R. purpurissima - R. pusilla - R. pyrispora - R. rainierensis - R. rasilispora - R. raveneliana - R. reticulata - R. roellinii - R. rosella - R. rotundispora - R. rubella - R. rubiginosa - R. rubriattenuipes - R. rubribrunnescens - R. rubricarnata - R. rubrievanescens - R. rubripermanens - R. rubrogelatinosa - R. rufescens - R. samuelsii - R. sandaracina - R. sanguinea - R. sanguinipes - R. sardiniensis - R. schildii - R. sclerocarnosa - R. secunda - R. sesiana - R. sinoconjunctipes - R. solomonensis | - R. somniculosa - R. spinulosa - R. strasseri - R. stricta - R. stuntzii - R. subaurantiaca - R. subbotrytis - R. subgelatinosa - R. subtilis - R. subviolacea - R. suecica - R. synaptopoda - R. terrea - R. testaceoflava - R. testaceoviolacea - R. thalliovirescens - R. thiersii - R. toxica - R. tridentina - R. tropicalis - R. tsugina - R. valdiviana - R. varians - R. velocimutans - R. verlotensis - R. vinaceipes - R. vinosimaculans - R. violaceibrunnea - R. watlingii - R. xanthosperma - R. zeppelinospora - R. zippelii |

## Galerie de imagini Ramaria (selecție)
Legendă: fără semn = burete comestibil; !…! = burete necomestibil;  !!…!! burete otrăvitor.

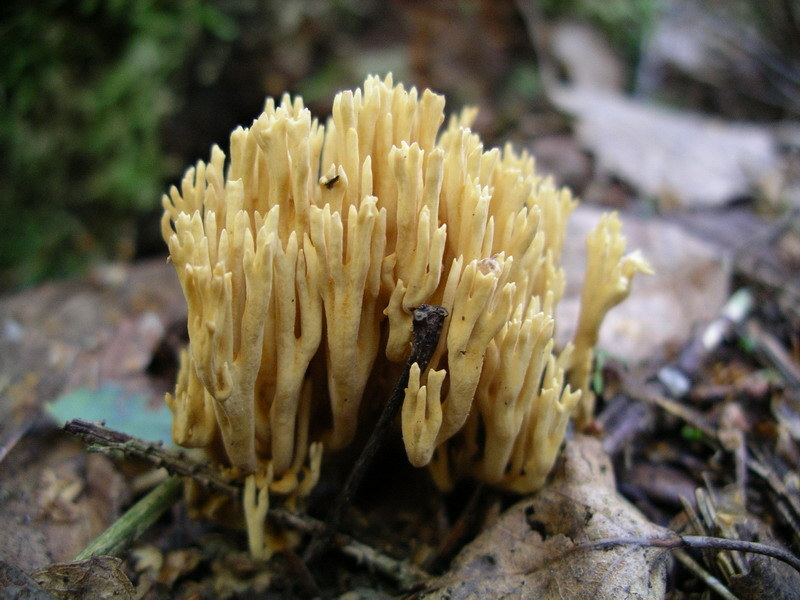
Ramaria abietina
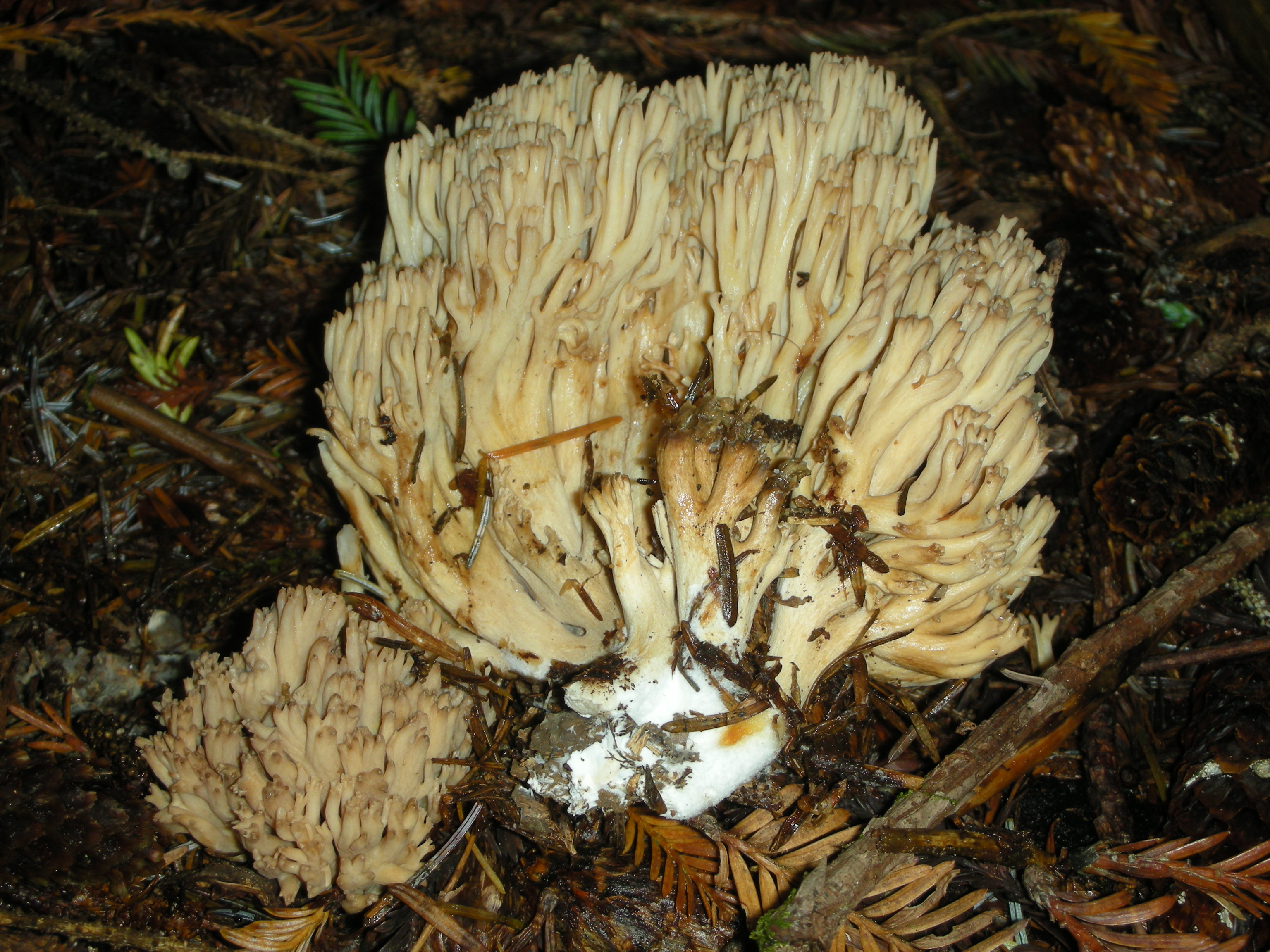
!Ramaria acrisiccescens!
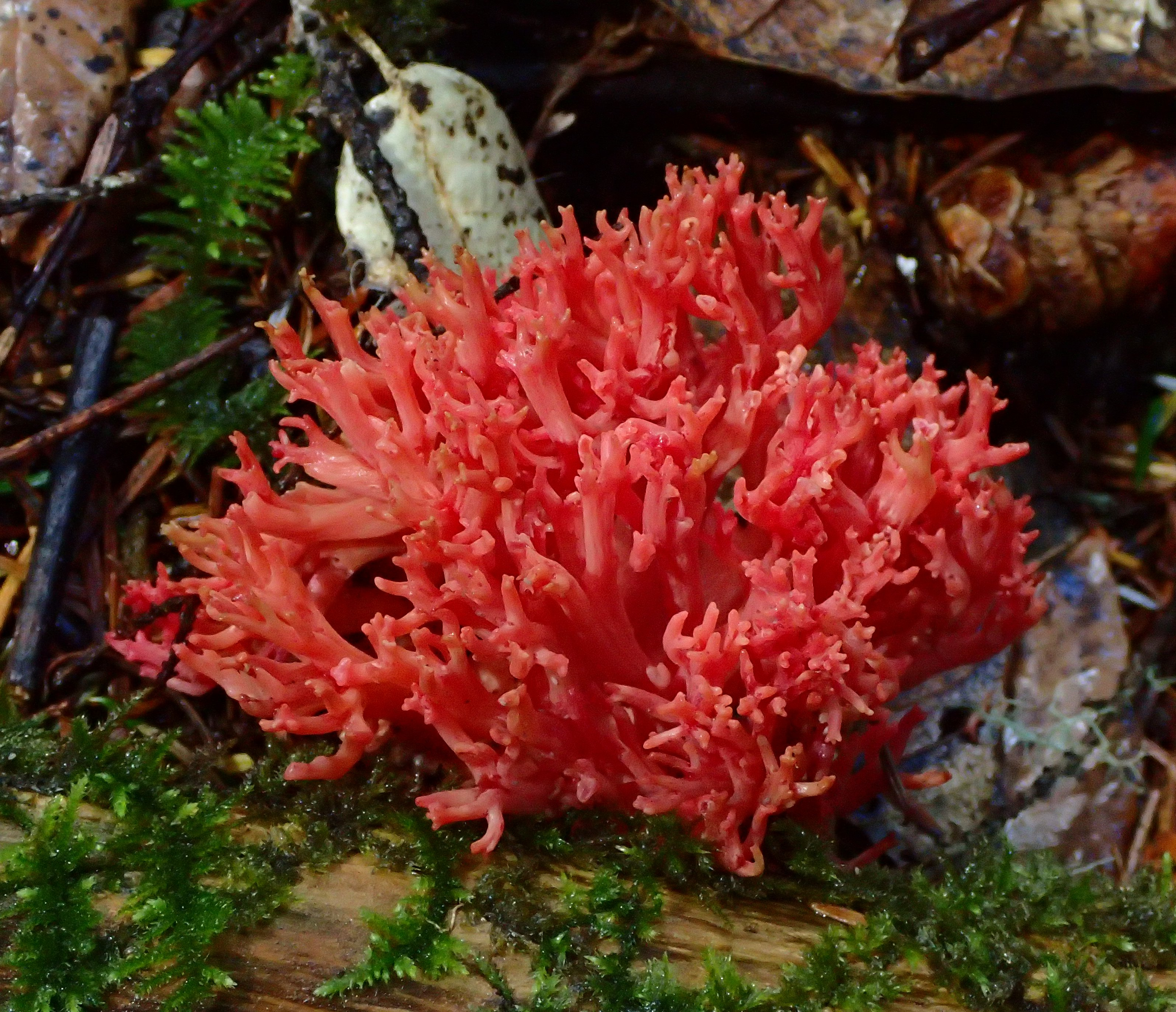
Ramaria araiospora
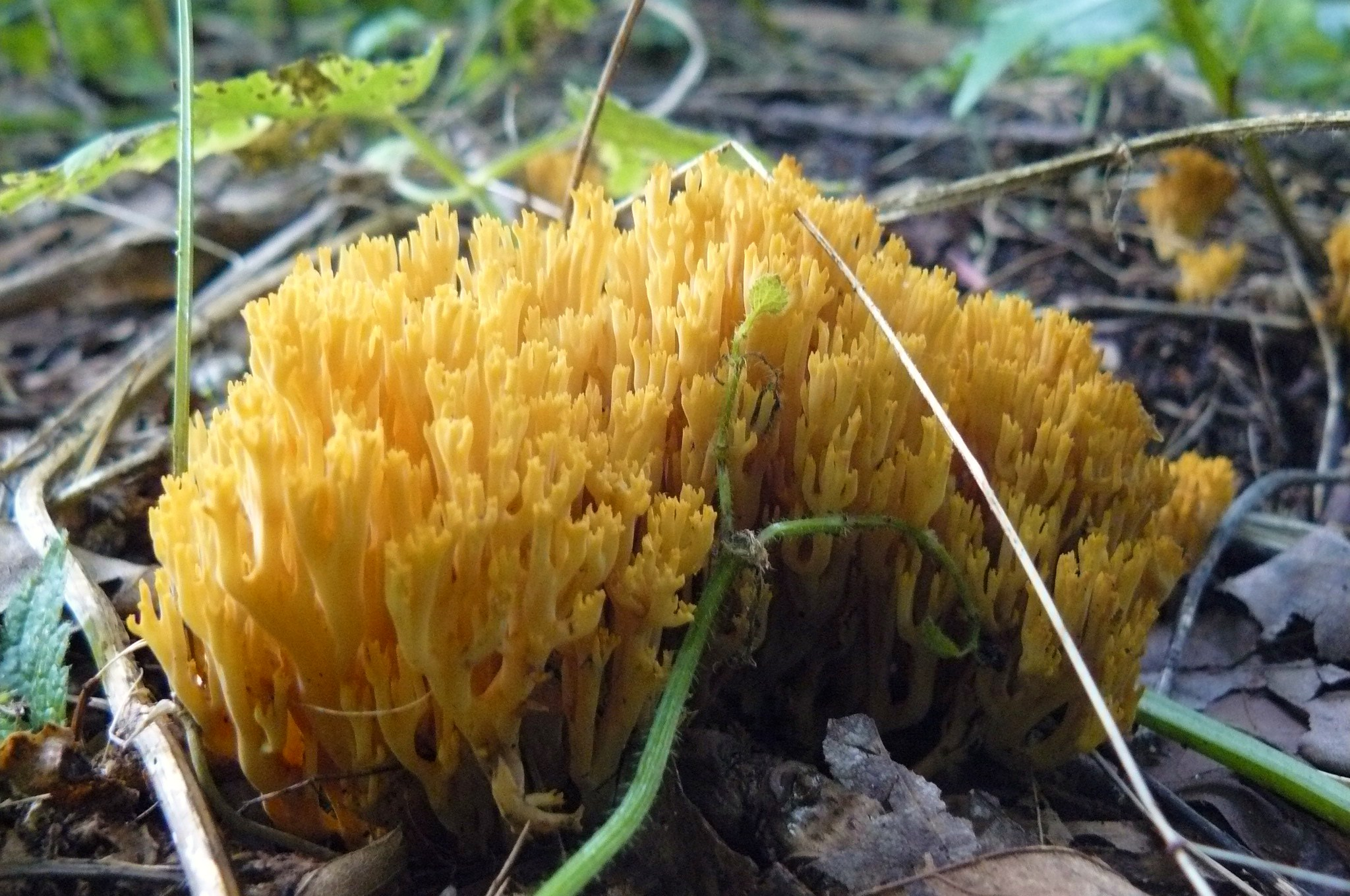
Ramaria aurantiosiccescens
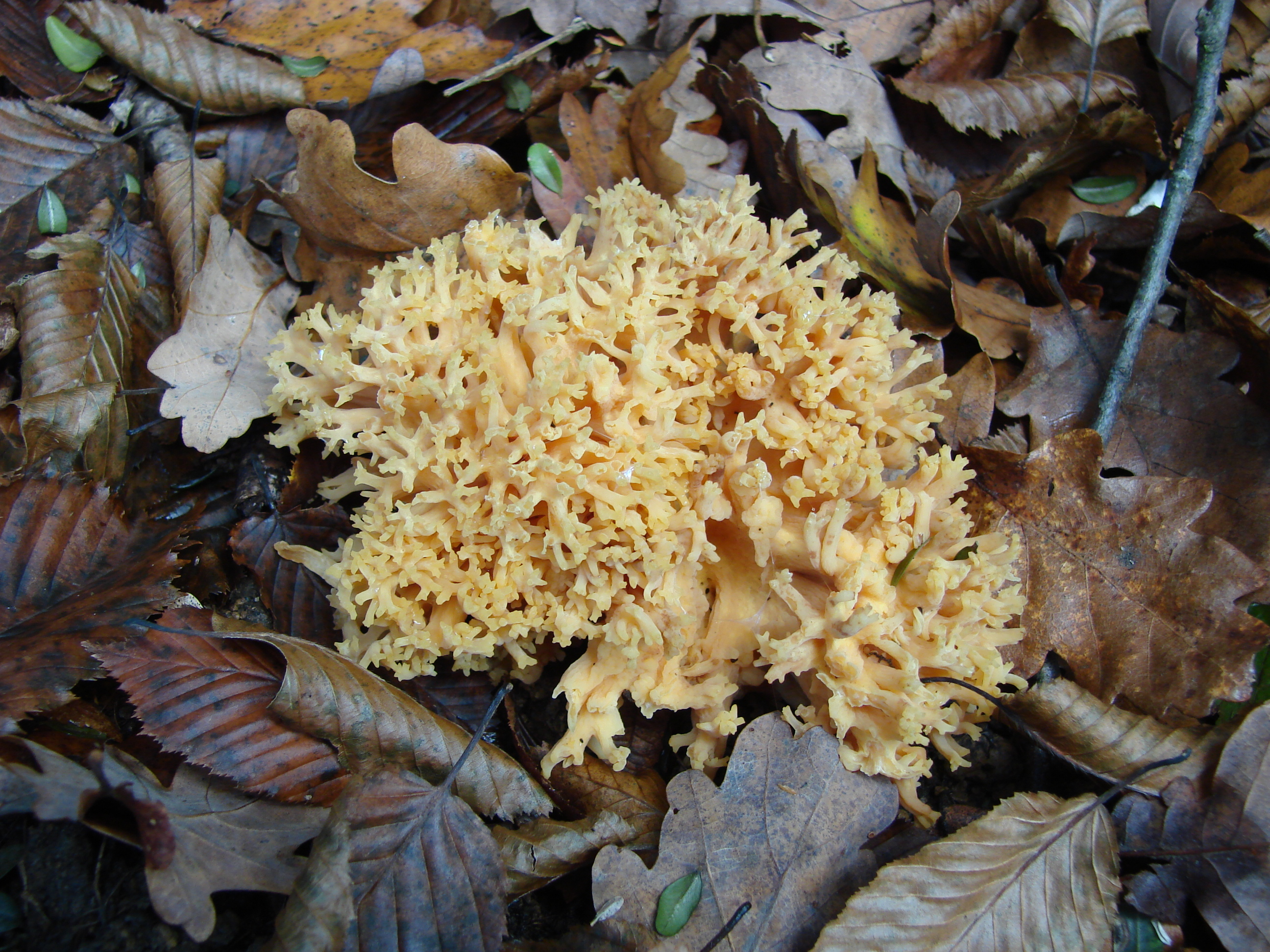
Ramaria aurea
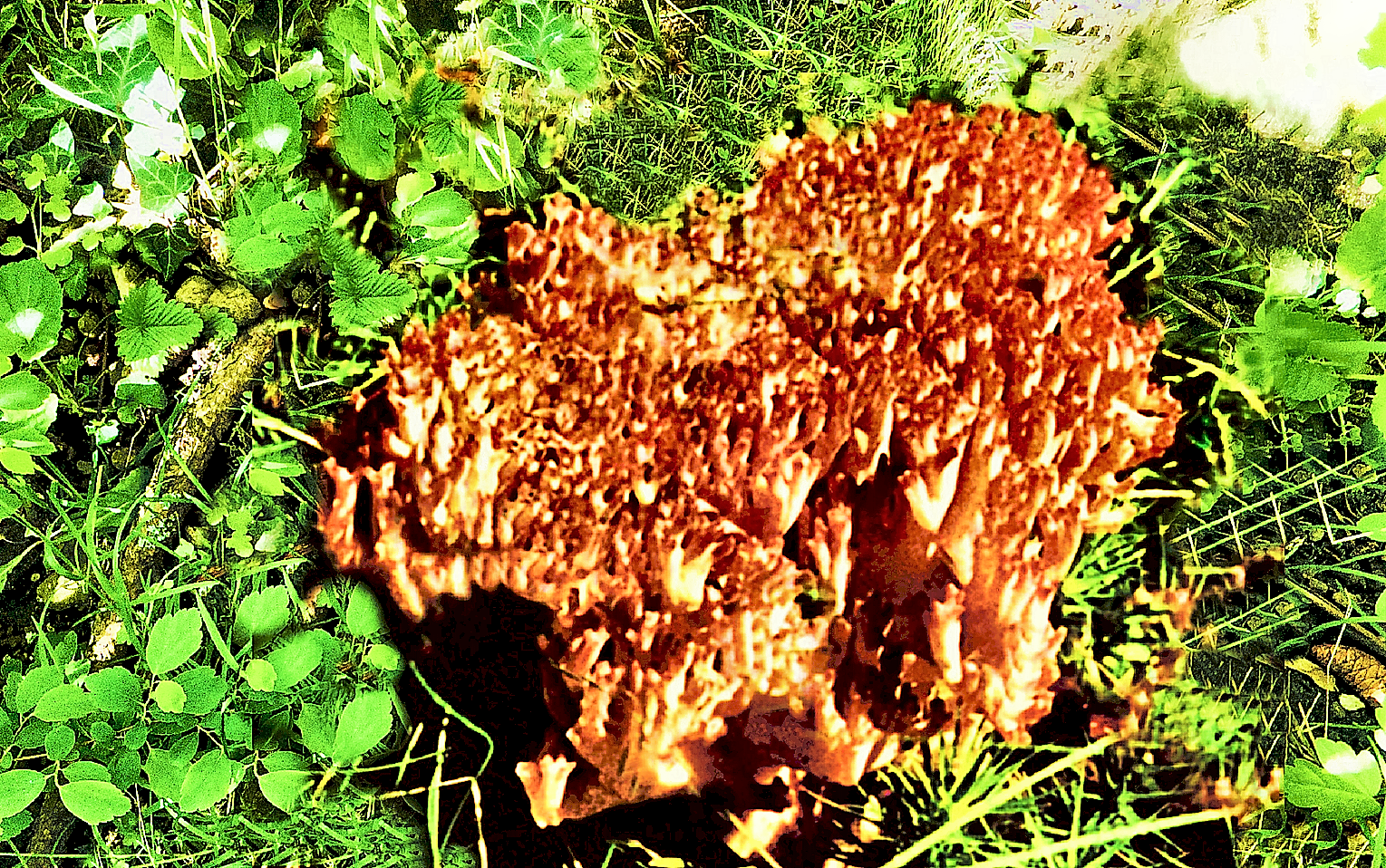
Ramaria botrytis
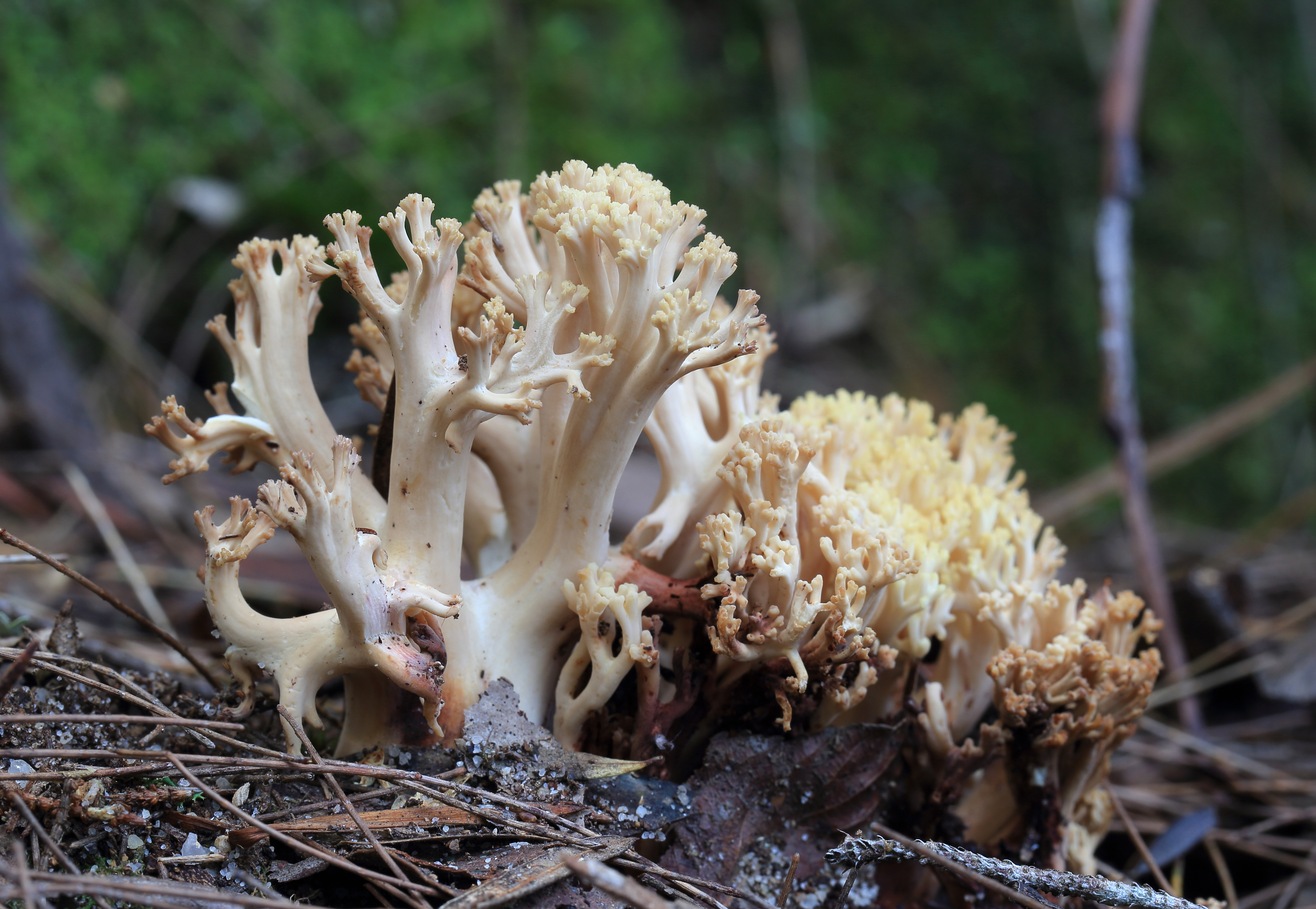
!Ramaria capitata!
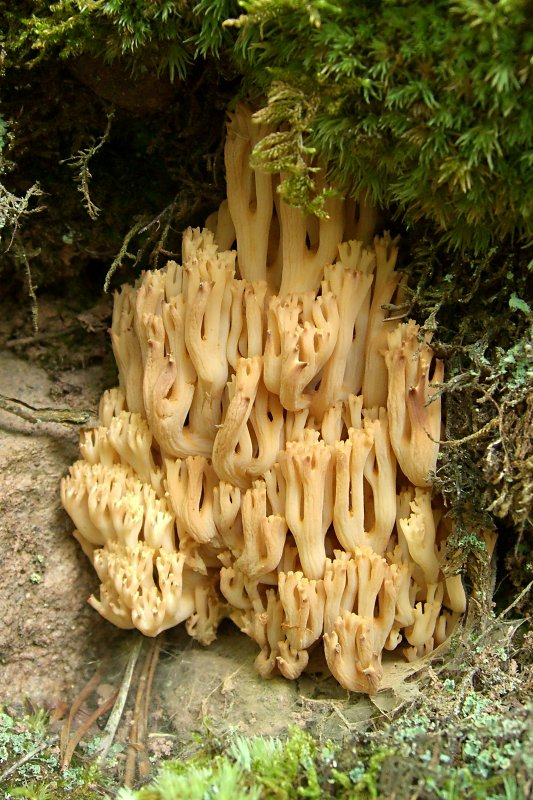
Ramaria caulifloriformis
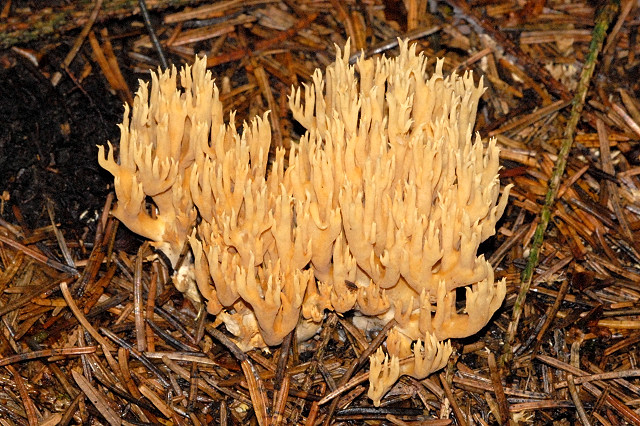
!Ramaria.eumorpha!
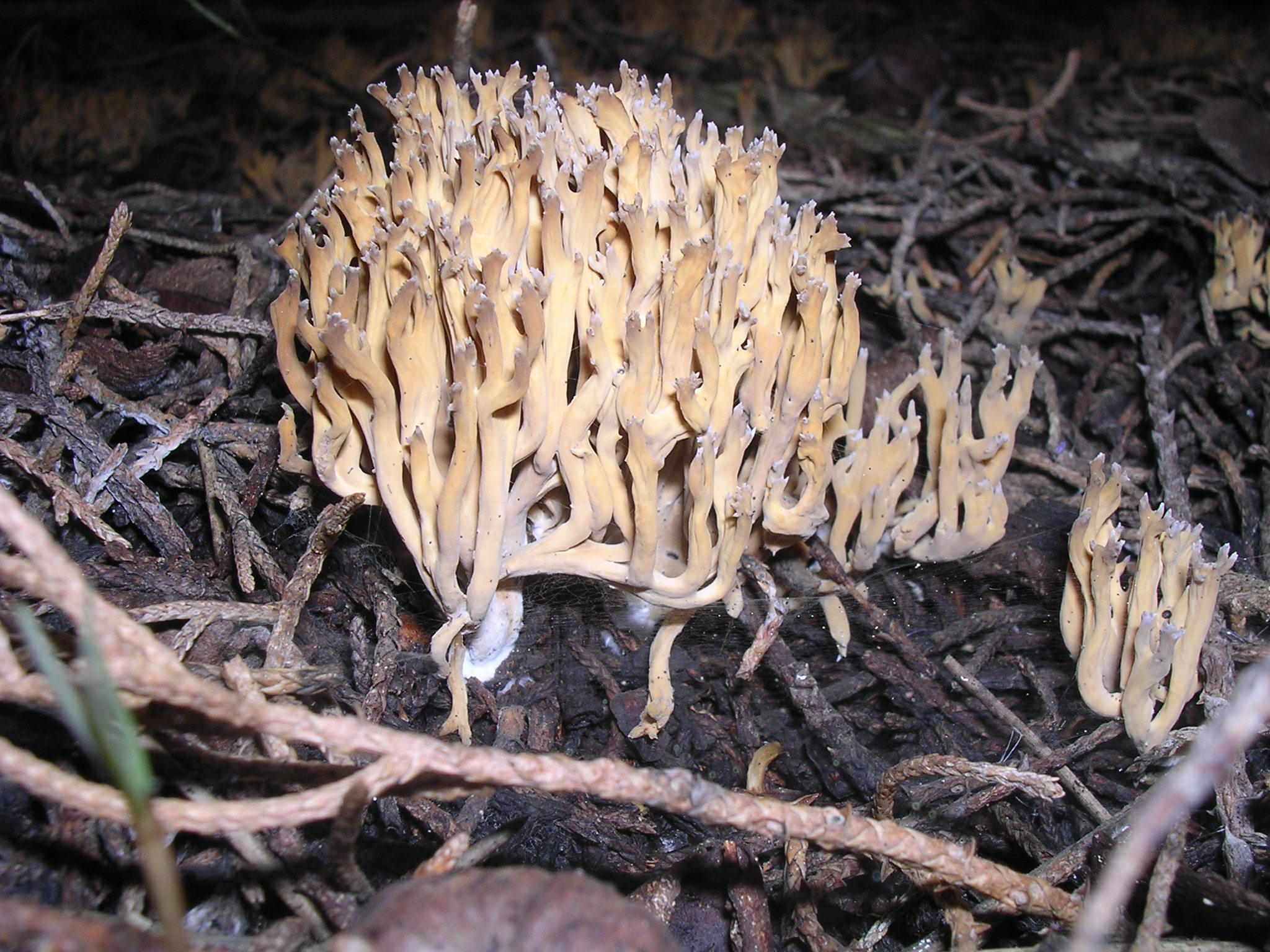
!Ramaria fennica!
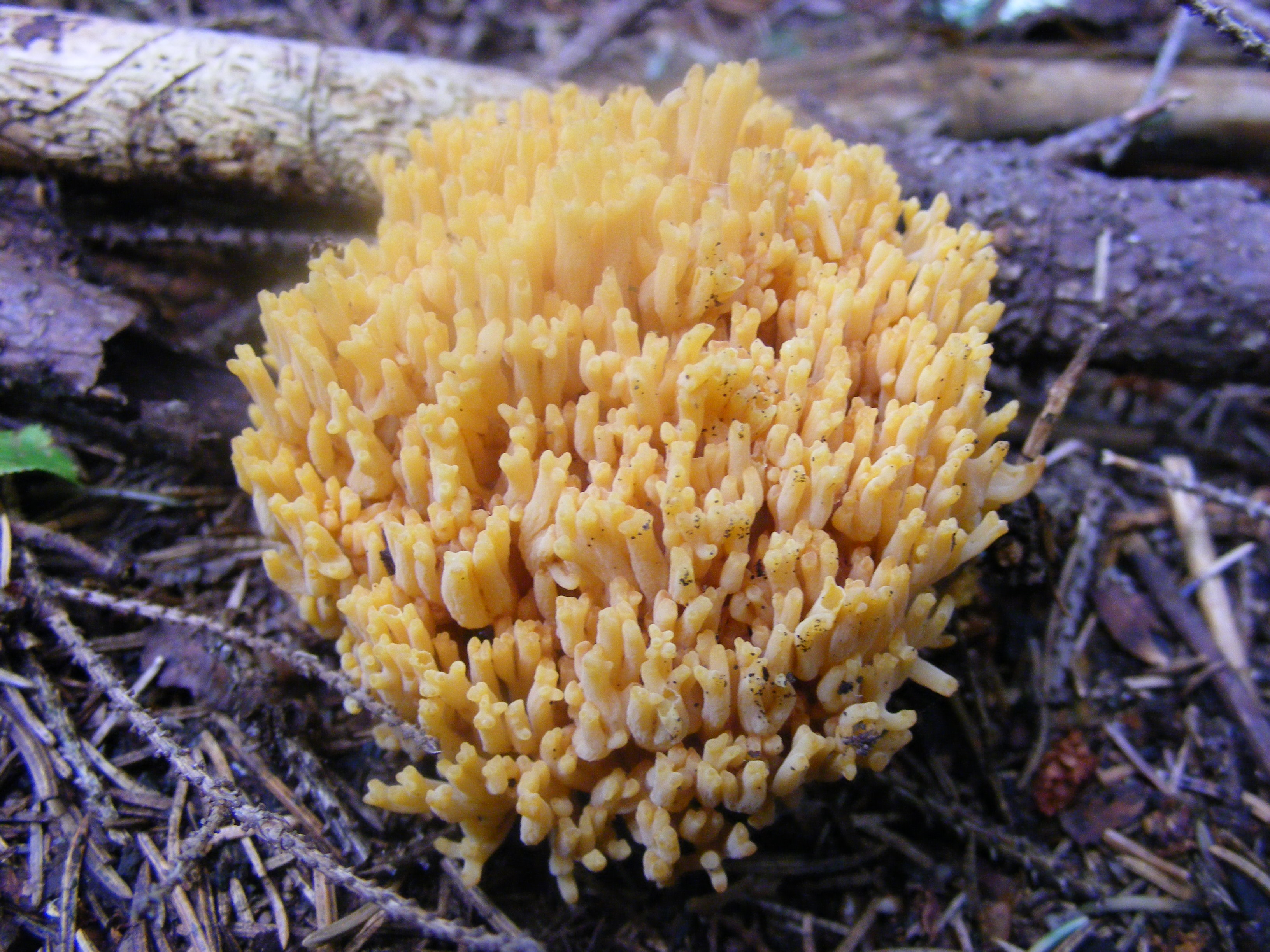
Ramaria flava
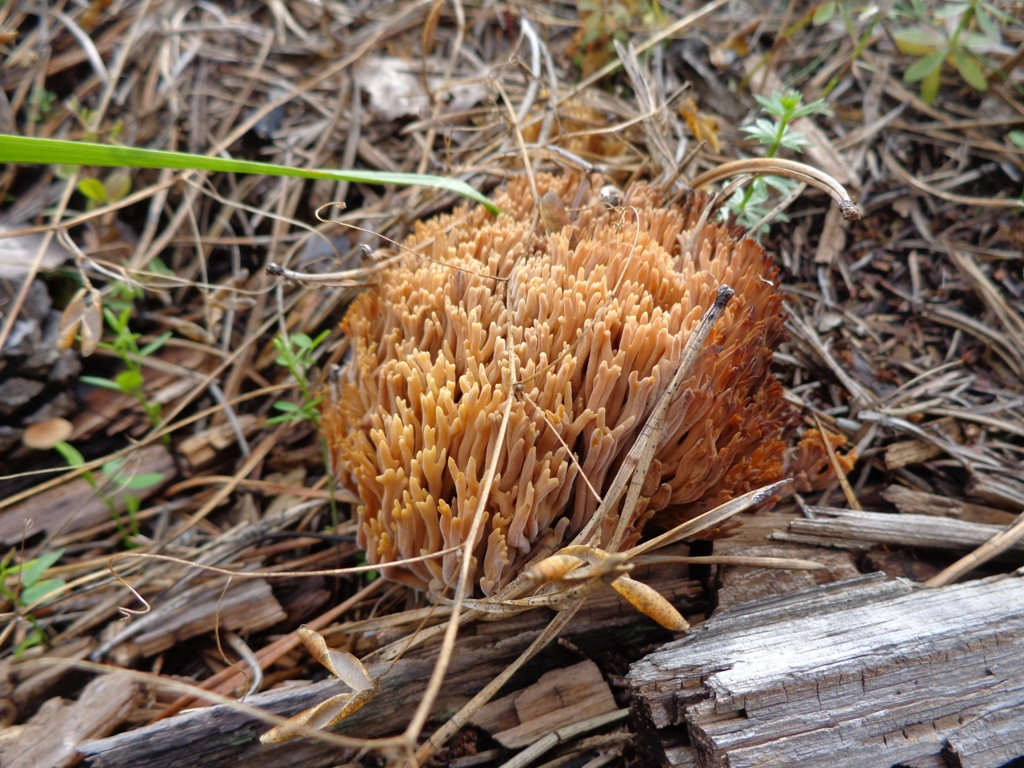
Ramaria flavescens
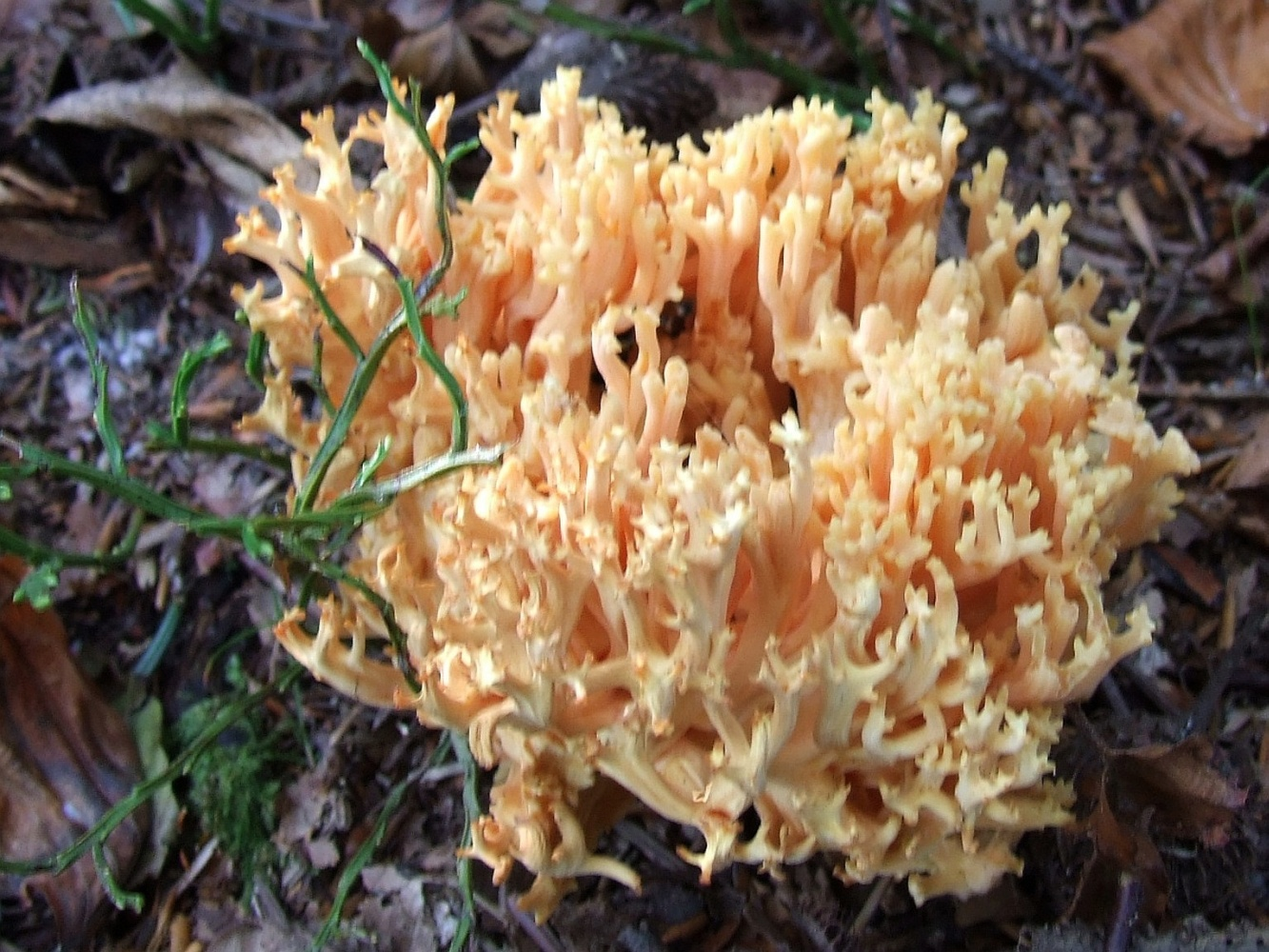
!!Ramaria formosa!!
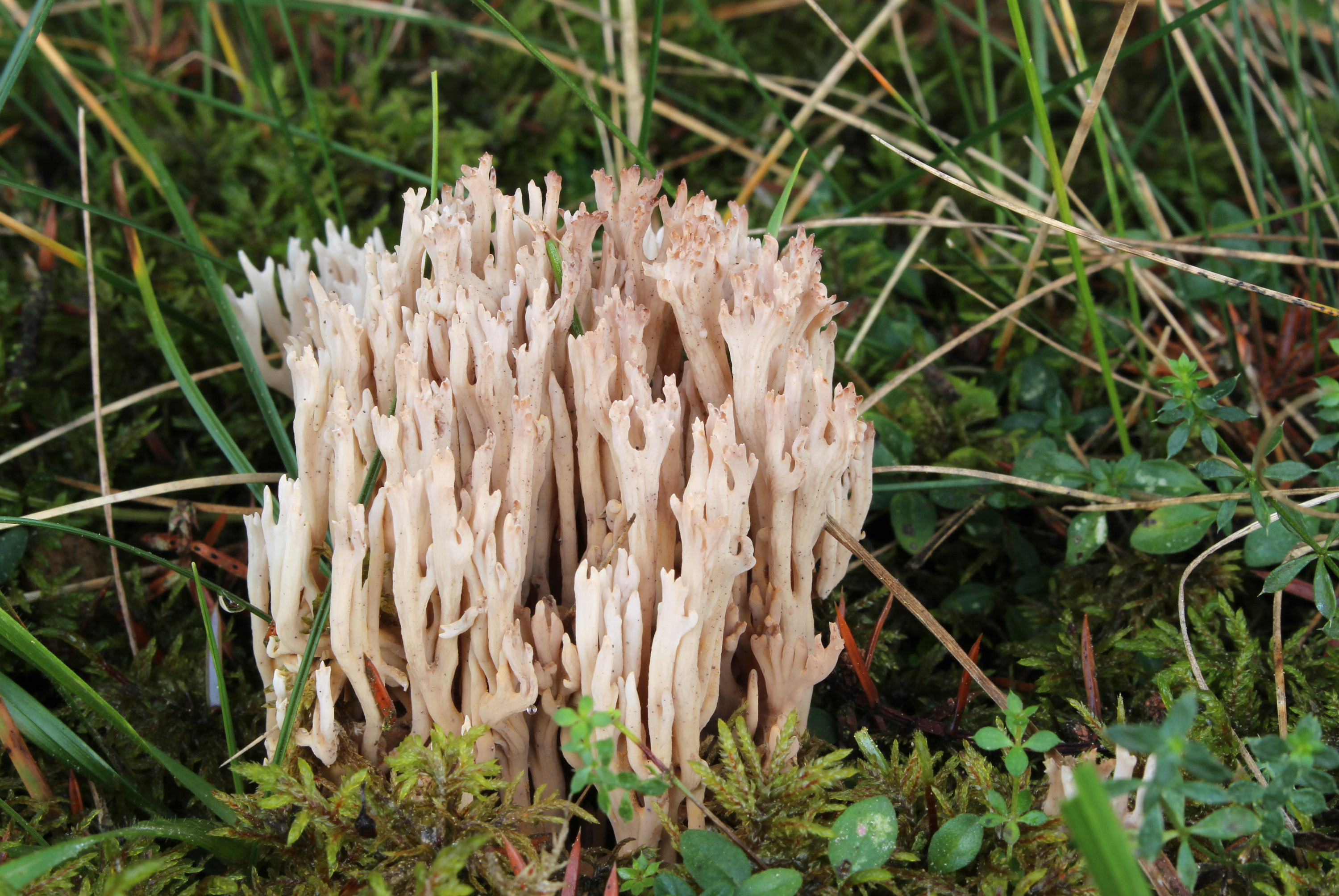
!Ramaria gracilis!
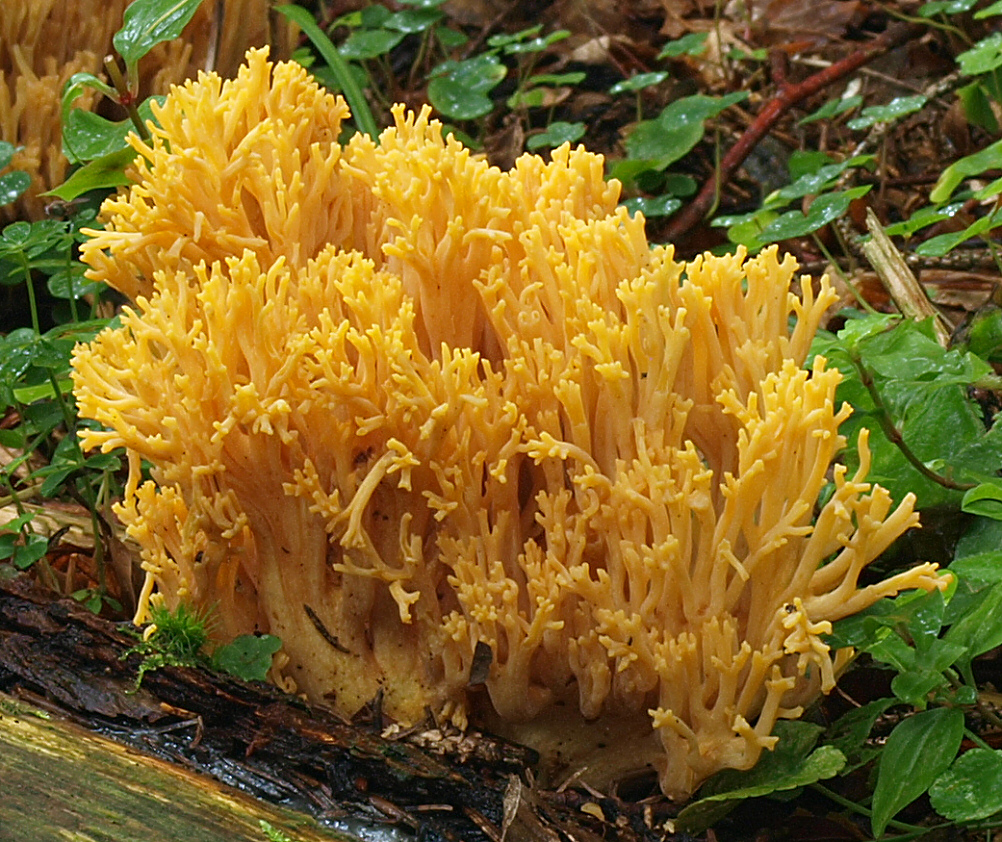
Ramaria largentii
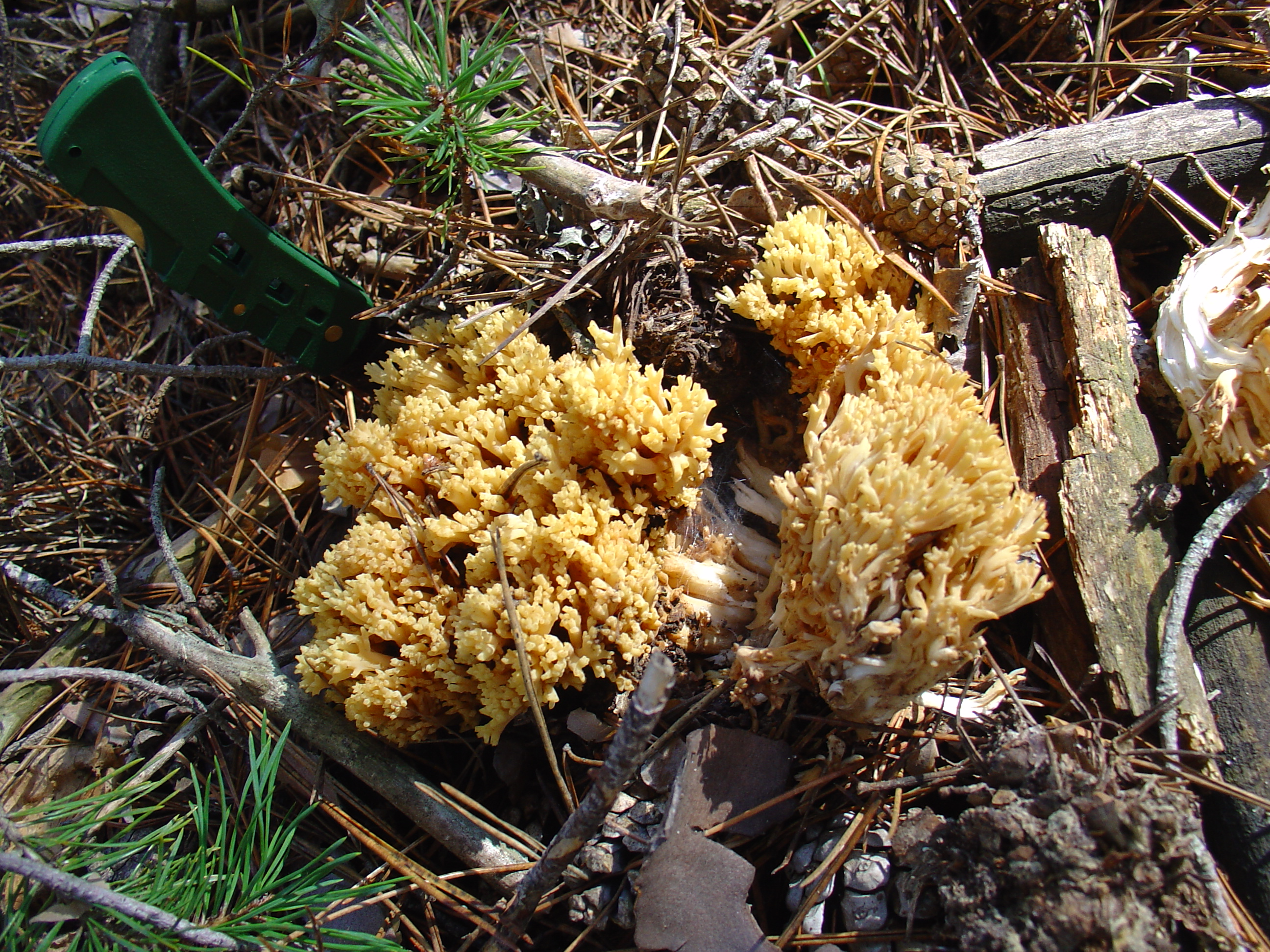
Ramaria lutea
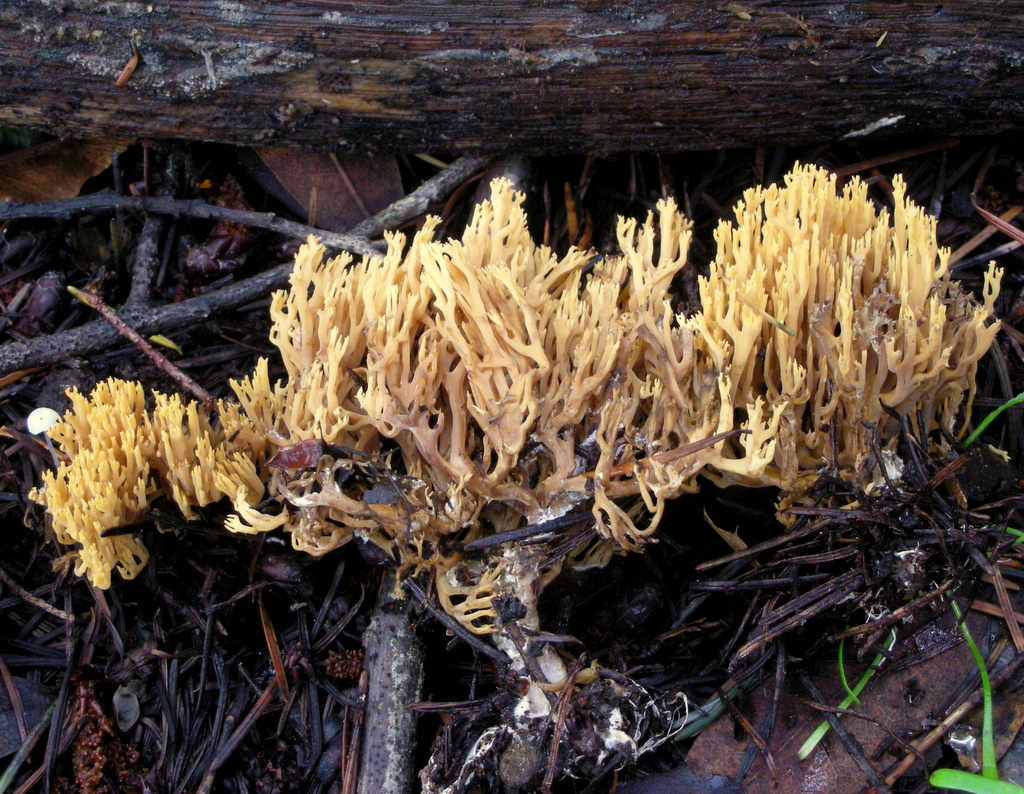
!Ramaria myceliosa !
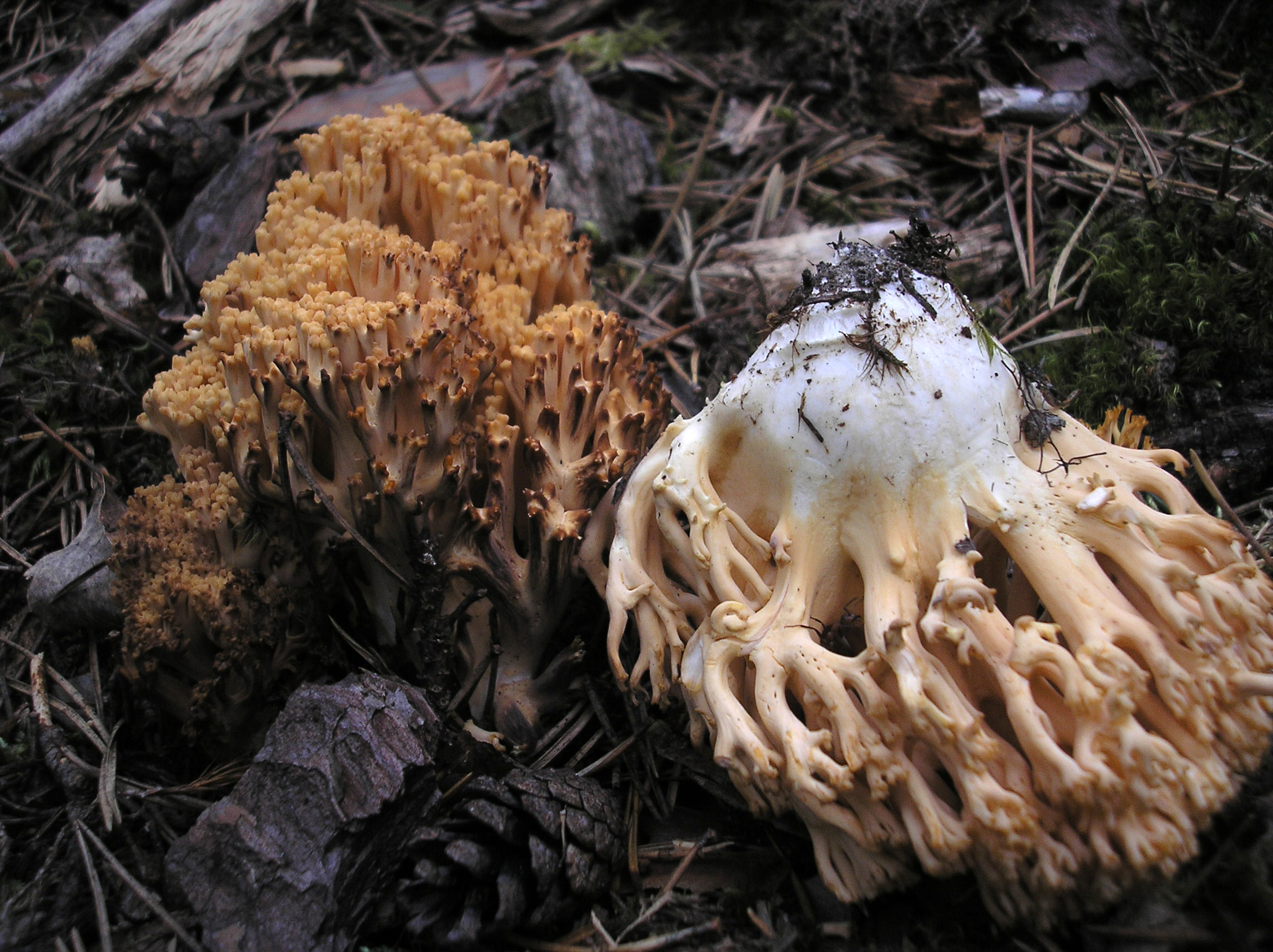
Ramaria magnipes
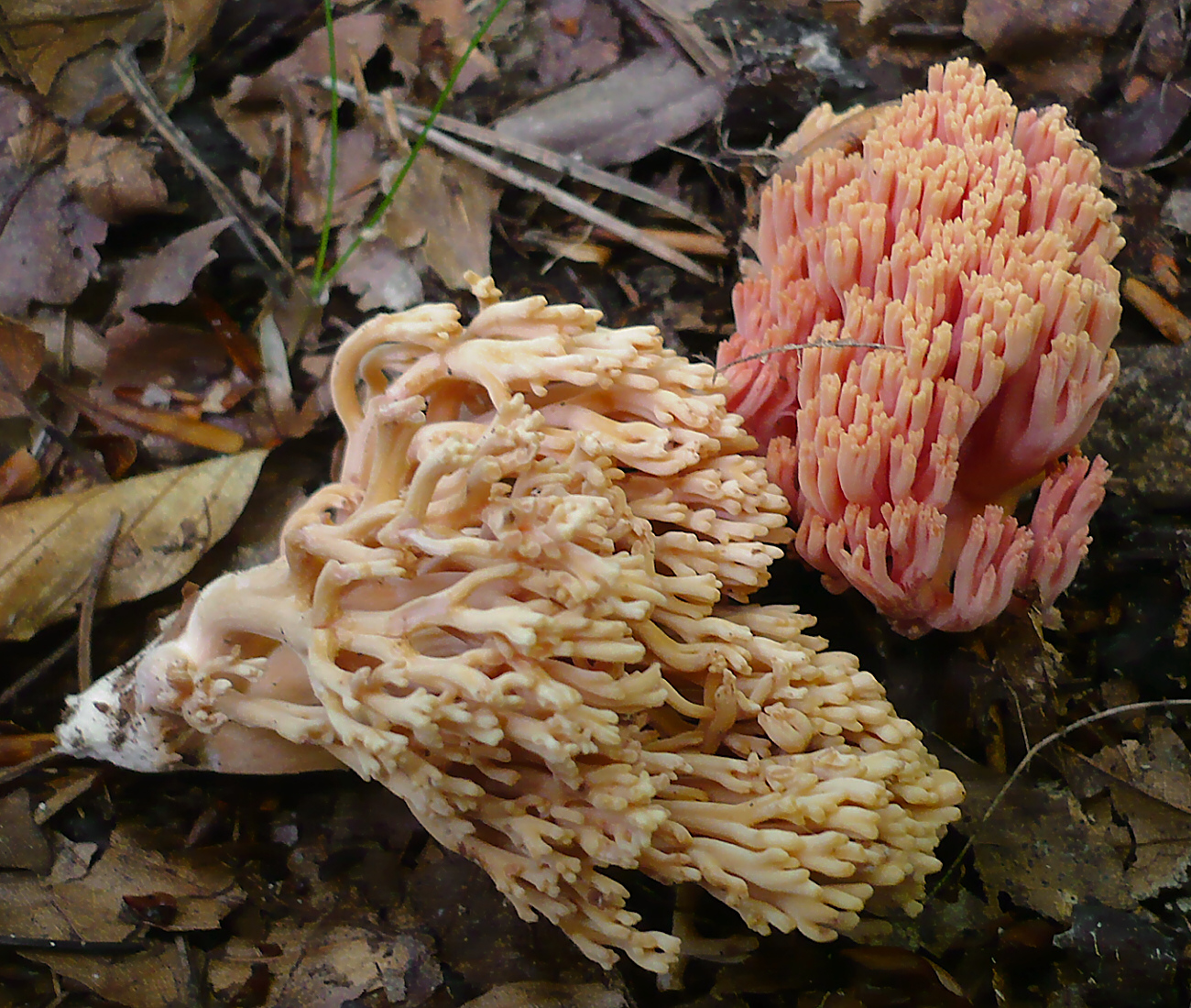
!!Ramaria neoformosa!!
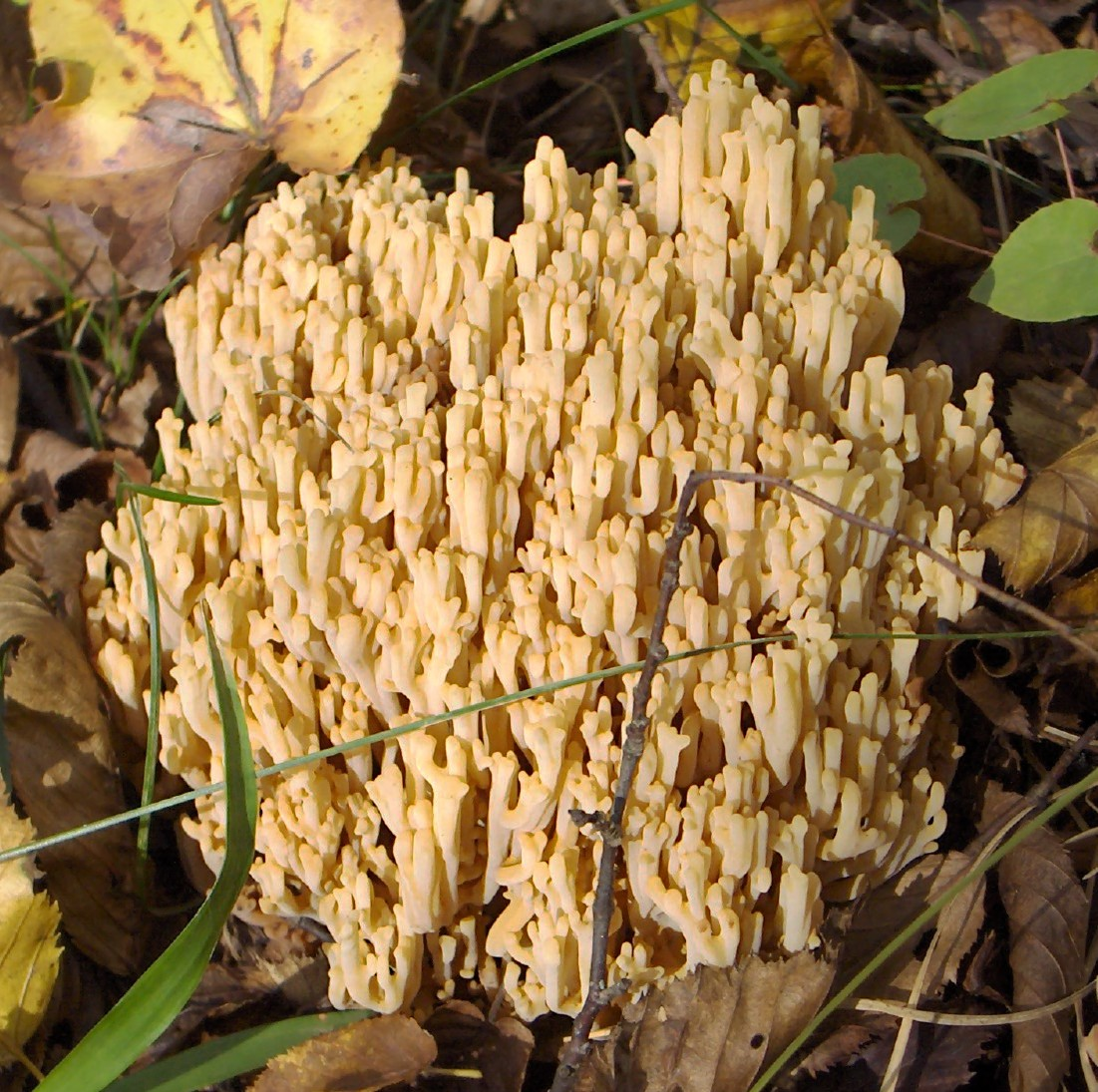
!!Ramaria pallida!!
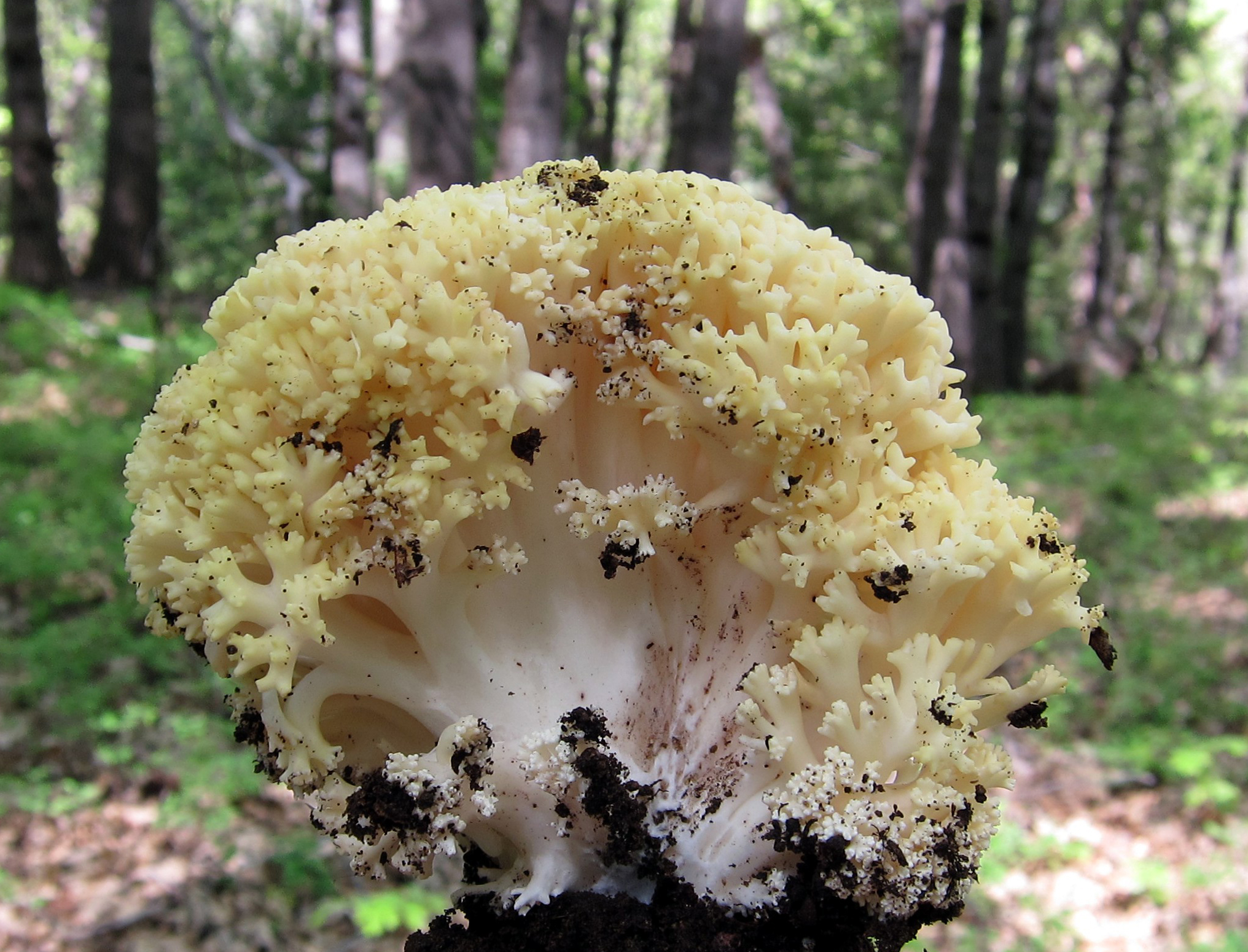
Ramaria rasilispora
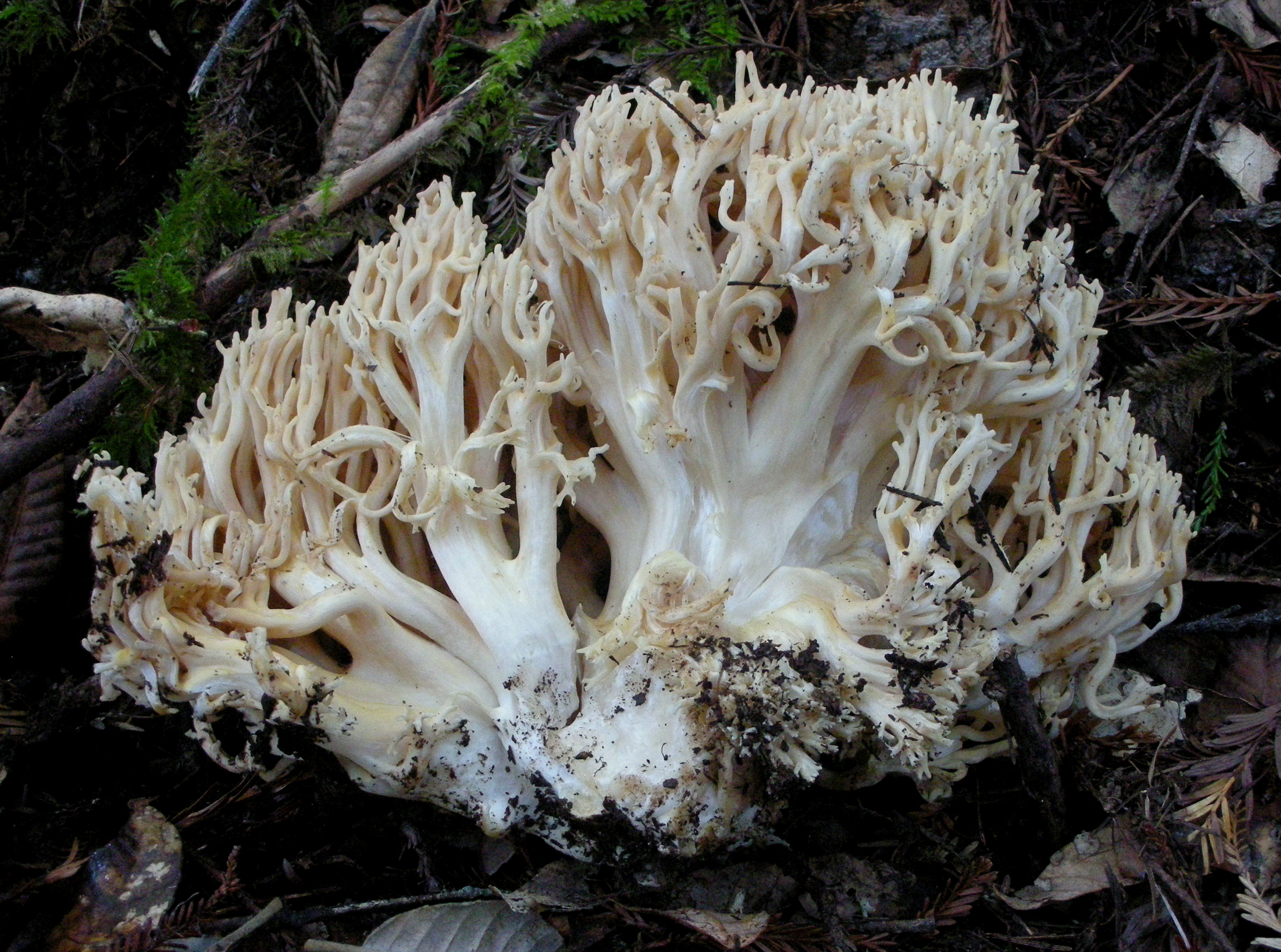
Ramaria rubrievanescens
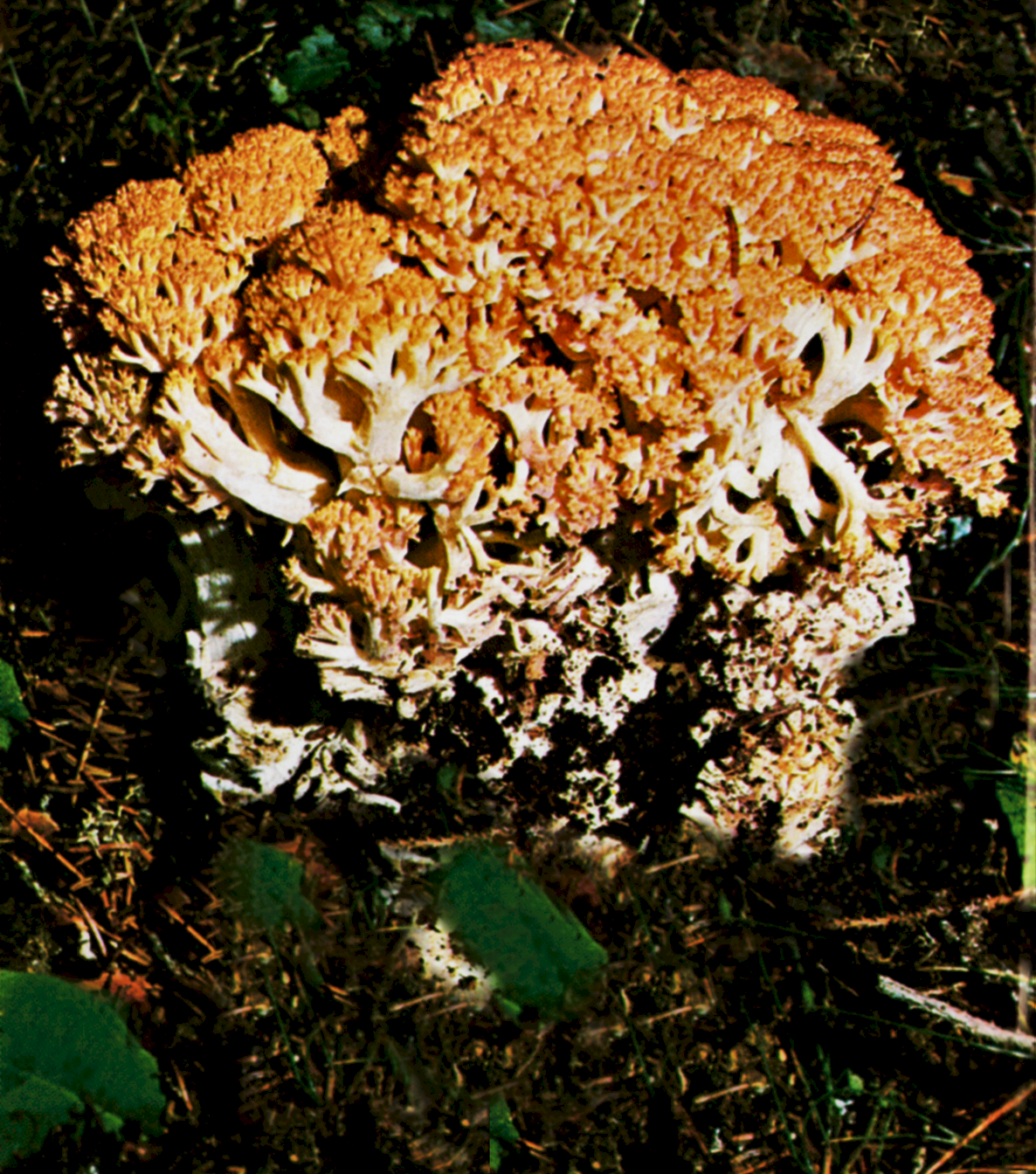
Ramaria rufescens
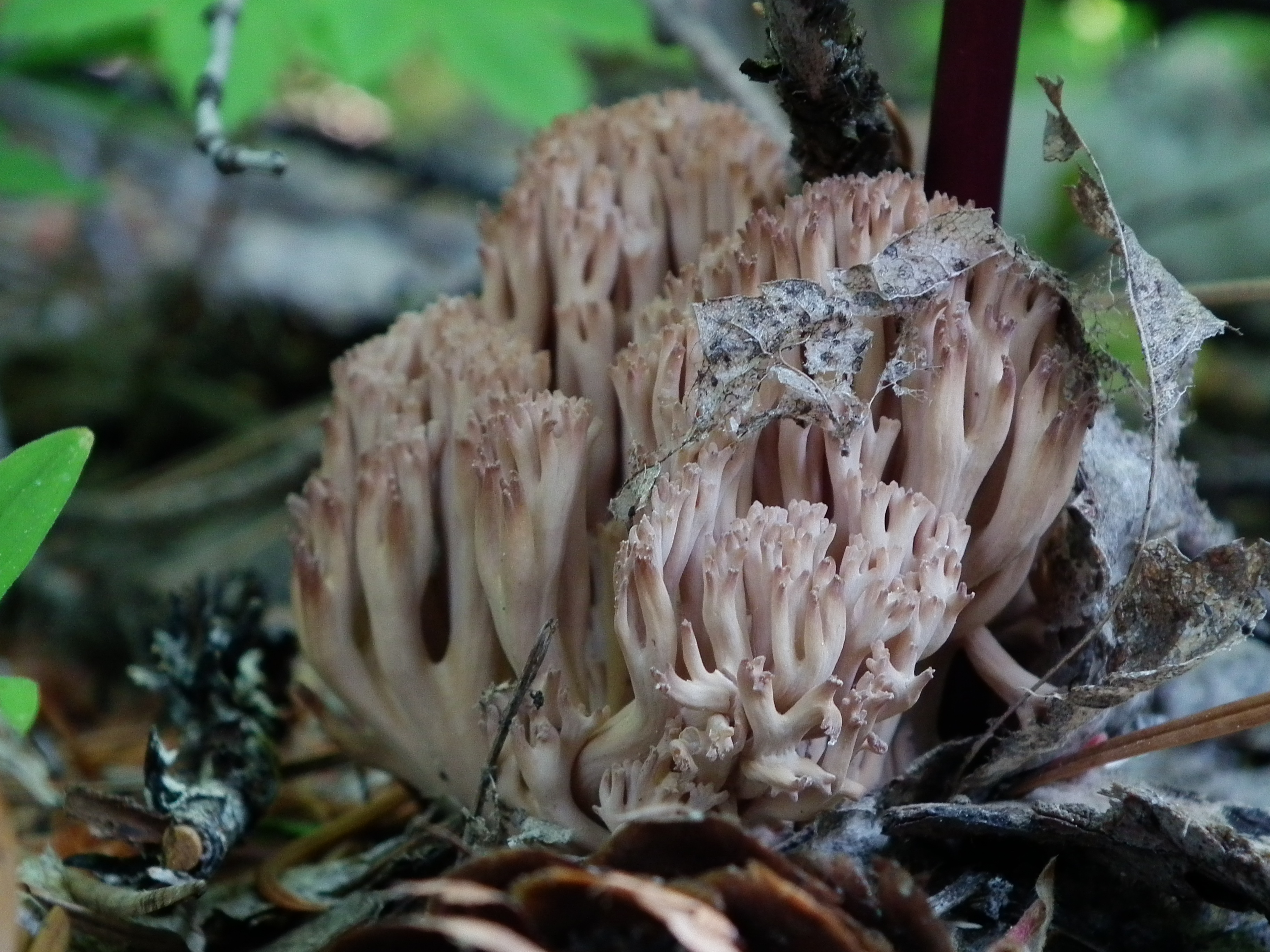
Ramaria rubripermanens
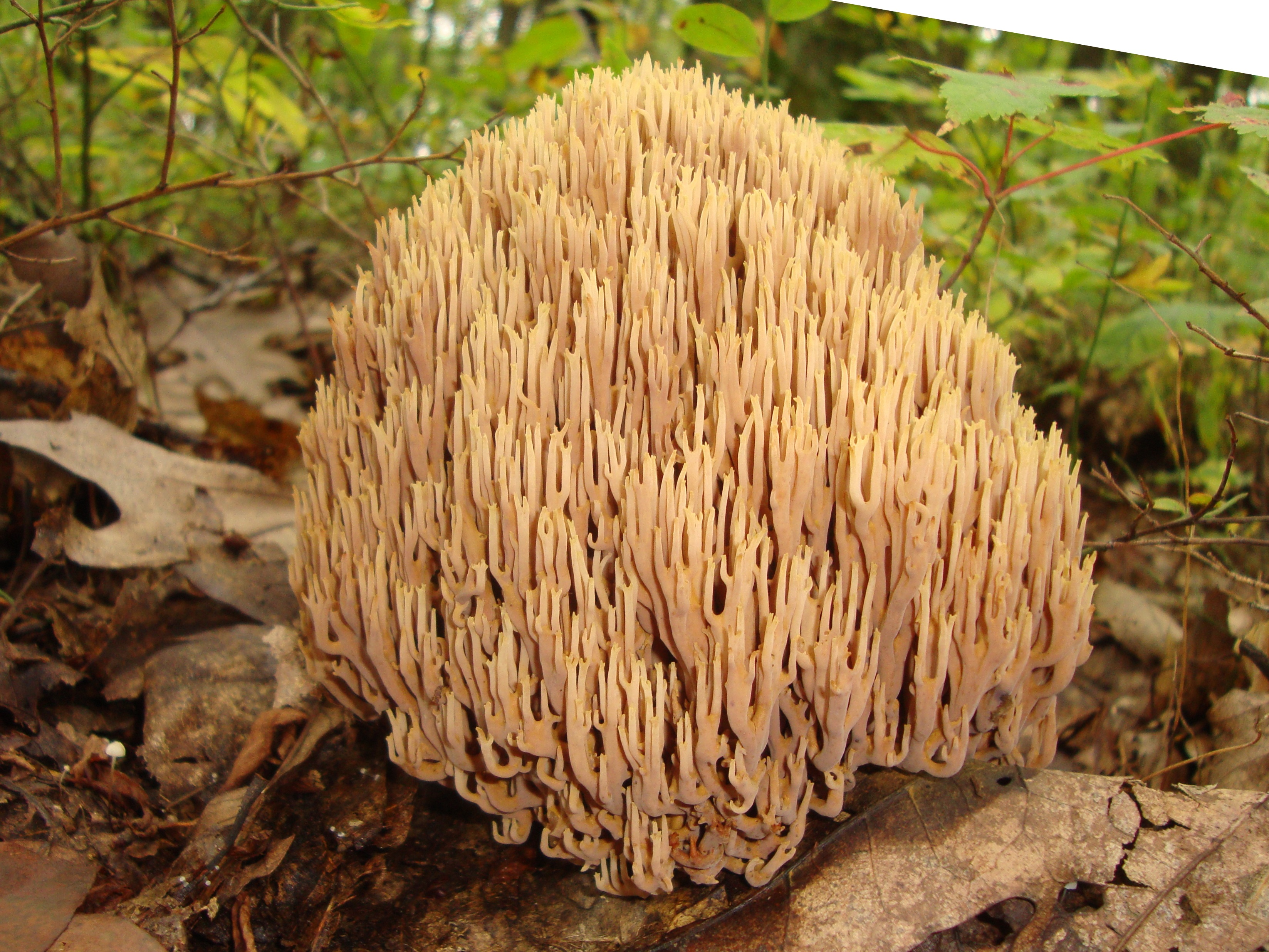
!Ramaria stricta!
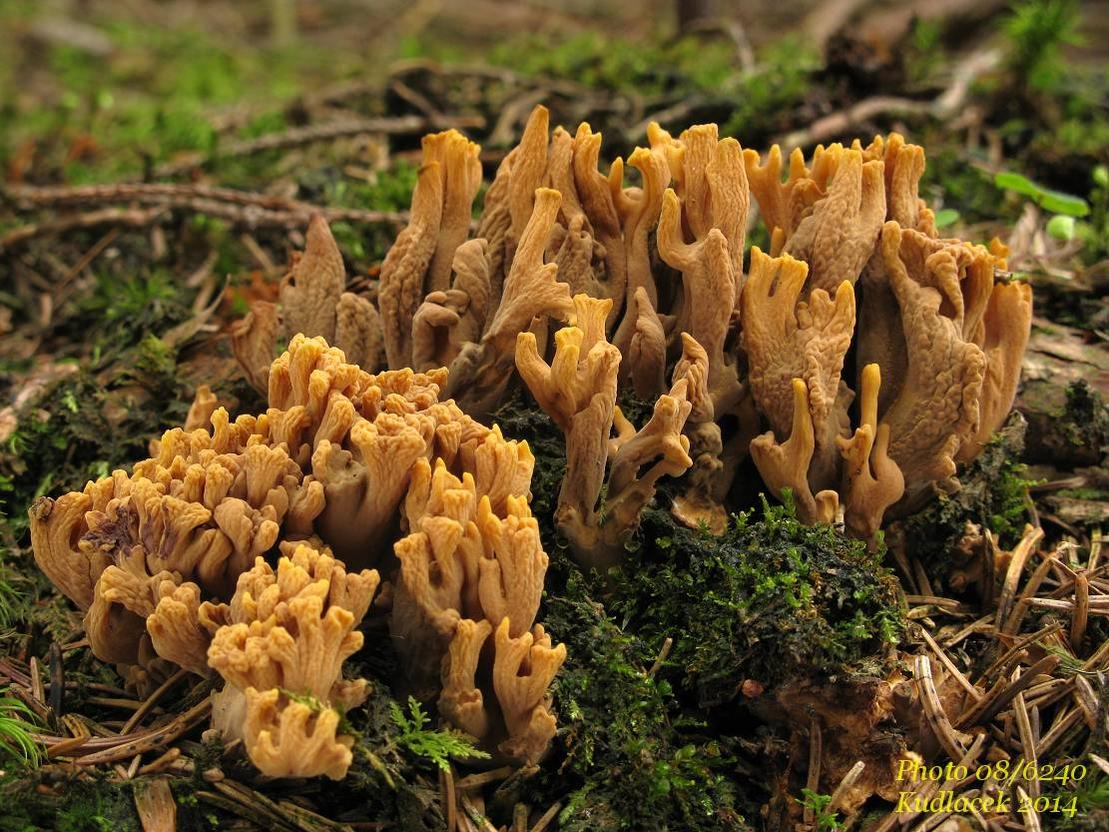
!Ramaria testaceoflava!
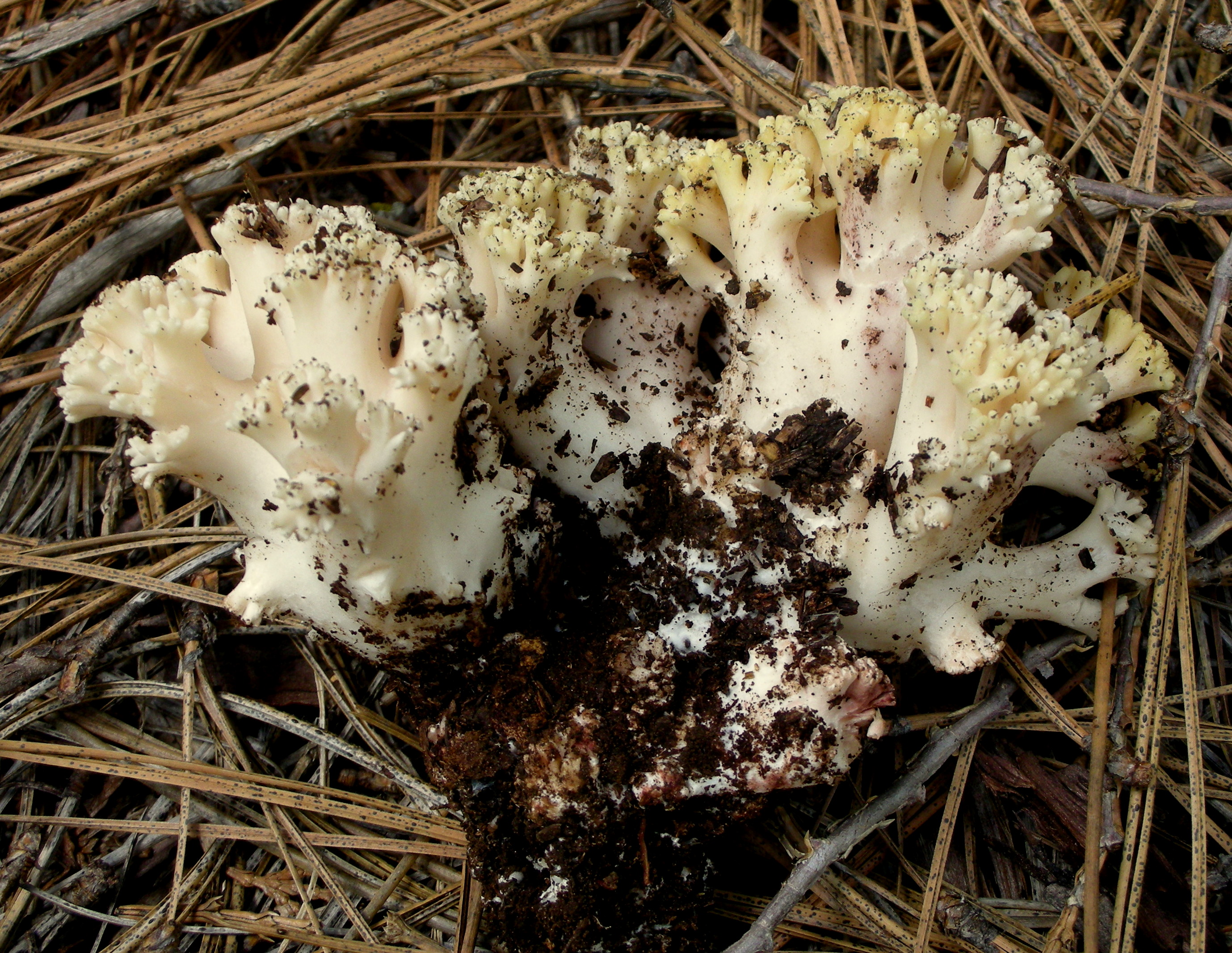
Ramaria vinosimaculans

## Valorificare
Multe specii din genul Ramaria,  sunt considerate comestibil ca de exemplu Ramaria aurea sau Ramaria botrytis care însă pot fi ușor confundate cu cele otrăvitoare ca Ramaria formosa, otrăviri cauzate de pistillarină. Ele provoacă simptome gastrointestinale violente pricinuit sindromului resinoidian (dureri abdominale, greață, vărsături și diaree). De acea este cerută  mare precauție. Ciupercile necomestibile ale soiului sunt amare, întărind în timpul gătirii amăria ca de exemplu Ramaria stricta.